# United Workers Union
O United Workers Union (acrónimo: UWU) é um sindicato sediado na Austrália. Descrito como o maior sindicato operário do país, abrangem mais de 150.000 trabalhadores em mais de 45 setores, incluindo armazenamento, defesa, hospitalidade, saúde, apoio a deficientes, etc,. O sindicato é o resultado da fusão em 2019 de outros dois sindicatos: United Voice e National Union of Workers. A UWU é membro da Labor Left (Esquerda Trabalhista).
Em 2018, começaram os planos de fusão dos dois sindicatos United Voice e National Union of Workers. Em junho de 2019, a Fair Work Commission aprovou uma votação sobre a proposta de fusão entre os dois sindicatos realizada em agosto de 2019. Em 30 de agosto de 2019, a Australian Electoral Commission declarou o resultado da votação, com pouco mais de 95% de membros que apoiaram a fusão.
O sindicato é único em sua estrutura, possuindo apenas um poder federal centralizado que não é separado em poderes estaduais.

## Governança e estrutura
A organização funciona como uma estrutura nacional e não possui divisões ou filiais. A governança da organização é assegurada por uma Convenção Nacional de aproximadamente 500 Delegados, de indústrias e locais de trabalho em toda a Austrália, eleitos por todos os membros financeiros. Uma reunião da convenção é realizada a cada 4 anos.
Entre as reuniões da Convenção Nacional as suas competências são exercidas por um conselho membro, composto por 50 conselheiros comuns e pelo Executivo Nacional. Tanto os conselheiros quanto a Executiva Nacional são eleitos pela convenção.
O Comitê de Gestão da organização é denominado "Executivo Nacional". É composto por 12 a 24 membros, incluindo o "Presidente Nacional", o "Secretário Nacional" e 4 vice-presidentes nacionais.
As eleições para todos os cargos dentro da organização são conduzidas pela Australian Electoral Commission. O mandato de todos os cargos é de 4 anos.
Tim Kennedy, ex-secretário nacional do NUW, é o secretário nacional, enquanto a Jo-anne Schofield, ex-secretária nacional da United Voice, é a presidente nacional.

## Cobertura industrial
A UWU tem cobertura industrial em:
- Cuidados a idosos, cuidados domiciliários e apoio a pessoas com deficiência.
- Limpadores.
- Serviços imobiliários.
- Segurança.
- Professores de jardim de infância.
- Auxiliares de professores e assistentes de educação.
- Trabalhadores agrícolas, avícolas, leiteiros, cassino, publicidade, saúde, saúde e fitness, vendas e de esportes e entretenimento.
- Fabricantes de alimentos
- Restaurantes, bares e cafés
- Clubes
- Ambulâncias e paramédicos
- Logística e abastecimento de supermercados
- Fabricação
- Pesquisa de mercado e funcionários de call center
- Turismo
- Veterinária, zoológicos e cuidados com animais
- Lavanderias

## Política
Durante a queda do mercado de ações em 2020, a UWU pressionou por “uma renda universal de US$ 740 por semana” e uma “garantia de empregos”.